# Германнус Гефте
Германнус Гефте (нід. Hermannus Höfte, 5 серпня 1884 — 18 січня 1961) — нідерландський академічний веслувальник.
Бронзовий призер Олімпійських Ігор 1908 року в складі розпашної четвірки без стернового.